# نینومیا سونتوکو
نینومیا سونتوکو (به ژاپنی: 二宮 尊徳 Ninomiya Sontoku);(۴ سپتامبر ۱۷۸۷ – ۱۷ نوامبر ۱۸۵۶) یک فیلسوف، و اقتصاددان اهل ژاپن بود.